# Савари, Станислав Витальевич
Станислав Витальевич Савари (род. 1 июля 1934, Ташкент) — пианист, Народный артист Украины (1994), профессор и заведующий кафедрой концертмейстерского мастерства Донецкой государственной музыкальной академии имени С. Прокофьева, главный концертмейстер Донецкой Донецкой областной филармонии.

## Биография
Родился 1 июля. В детстве заболел полиомиелитом. Учился в Ташкентской консерватории на фортепианном и историко-теоретическом отделениях.
Работал в Узбекской филармонии, концертмейстером на радио и телевидении.
В 1969 году переехал из Ташкента в Донецк по приглашению работать в созданной Донецком музыкально-педагогическом институте.
Издал книги «Партию фортепиано исполняет…», «Двадцать шагов до рояля».

### Публикации Савари
- Савари С. Музыкант, патриот Донбасса : становление муз. искусства Донецка — Г. М. Эдельштейн // Веч. Донецк.-2008.- 4 марта.- (Память).

### Публикации о Савари
- Станислав Савари : биобиблиоочерк / М-во культуры Донецкой Народной Республики, Государственное бюджетное учреждение «Донецкая респ. б-ка для молодежи»; составитель Н. Ф. Ижболдина. — Донецк, 2022. — 32 с. : ил. — (Портрет с натуры).
- Андриенко, Ю. Легенда музыкального Донецка Станислав Савари: Играл для великой Улановой, но так и не увидел «Умирающего лебедя» в её исполнении: первый на Украине профессор-концертмейстер в детстве перенёс полный паралич / Ю. Андриенко // Комсомольская правда. — 2017. — 17 октября (№ 118). — С. 5.
- Зиновьев, Л. М. Необыкновенный человек : [ Нар. арт. Украины, концертмейстер, зав. каф. Донец. консерватории С. В. Савари] / Л. М. Зиновьев // Зиновьев, Л. М. О ветеранах, друзьях и товарищах / Л. М. Зиновьев. — Донецк : ВиК, 2005. — С. 154—155.
- Карпенко, Р. Станислав Савари: несгибаемый оптимизм / Р. Карпенко // Донецкое Время. — 2016. — 24 февраля-1 марта (№ 7). — С. 4-5.
- Папуш, И. А. Савари Станислав Витальевич : нар. арт. Украины, проф. Донец. Консерватории / И. А. Папуш // И. А Папуш. История и творчество греков Приазовья (1778—2004) / И. А. Папуш. — Мариуполь : Приазовский рабочий, 2005. — С. 297 : фотогр.
- Савари Станислав Витальевич : [биогр.справка] // Имена Донетчины: поэты и прозаики : биогр. справочник / составитель А. Я. Гросов. — Донецк : Регина, 2006. Вып. 2. — С. 50-51.
- Савари, С. В. Первый концертмейстер страны: потомок генераладъютанта Наполеона и российского миллионщика — народный артист Украины / С. В. Савари, интервью вел В. Герланец; фото Г. Навричевского // Вечерний Донецк. — 2009. — 3-9 июля (№ 77). — С. 19.